# Islamska zajednica Bošnjaka u Finskoj
Islamska zajednica Bošnjaka u Finskoj (IZBF) (fin.:  Suomen Bosnialainen Islam-yhdyskunta) je vjerska organizacija Bošnjaka muslimana na području Finske. 
Najviši predstavnik Islamske zajednice Bošnjaka u Finskoj je glavni imam. Islamska zajednica Bošnjaka u Finskoj je do danas u okviru Islamske zajednice u Bosni i Hercegovini na nivou medžlisa. Kao takva, sastavni je dio Mešihata Islamske zajednice Bošnjaka u Zapadnoj Europi, zbog čega je reis-ul-ulema vrhovni poglavar Bošnjaka muslimana i u Finskoj.
Sjedište Islamske zajednice Bošnjaka u Finskoj nalazi se u Helsinkiju.

## Organizacija
Islamska zajednica Bošnjaka u Finskoj je osnovana 1995. godine. U njenom sastavu se danas nalaze 4 registrirana džemata, s oko 3.500 članova. Rad i aktivnosti usklađeni su s važećim zakonima Finske i pravnim aktima Islamske zajednice u Bosni i Hercegovini.

## Vanjske poveznice
- Islamska zajednica Bošnjaka u Finskoj